# Aşağıçanak, Çaldıran
Aşağıçanak là một xã thuộc thành phố Çaldıran, tỉnh Van, Thổ Nhĩ Kỳ. Dân số thời điểm năm 2011 là 732 người.